# یواس‌اس سپولگا (ای‌او-۲۰)
یواس‌اس سپولگا (ای‌او-۲۰) (به انگلیسی: USS Sepulga (AO-20)) یک کشتی بود که طول آن ۴۷۷ فوت ۱۰ اینچ (۱۴۵٫۶۴ متر) بود. این کشتی در سال ۱۹۲۰ ساخته شد.